# Panerola rossa
La panerola rossa o alemanya (Blatella germanica) és una espècie d'insecte blatodeu de la família Blattellidae de distribució cosmopolita i freqüent a les llars de Catalunya, on es una plaga difícil d'erradicar.

## Morfologia
Els adults acostumen a mesurar 10-15 mm de longitud, i tenen un color marró/daurat amb dues característiques bandes fosques paral·leles en el pronot; tenen dos parells d'ales no funcionals, presenten un cert grau de dimorfisme sexual, en les femelles l'abdomen és arrodonit cobert completament i inclús superat en extensió per les ales; mentre que en els mascles l'abdomen és “punxegut” i sol sobresortir respecte a les ales. Les nimfes solen ser més fosques, pràcticament negres en els primers estadis, i no tenen ales.

## Ecologia
Generalment associada permanentment amb habitatges i edificis, es refugia en llocs estrets i ombrívols, més aviat foscos; on els individus esperen la foscor per a iniciar la seva activitat. Prefereixen espais calents i humits, però no és estrictament necessari per al seu desenvolupament, ja que en domicilis es poden establir temperatures estables i moderadament elevades. En aquests casos és freqüent localitzar-les a prop dels punts on s'alimenten. La panerola germànica és omnívora i carronyaire. Li agraden especialment el midó, els aliments ensucrats, el greix i la carn. En certes situacions amb escassetat d'aliments, pot menjar articles per a la llar, com ara sabó, cola i pasta de dents o fins i tot es poden tornar caníbals, mossegant-se sovint les ales i les potes l'una a l'altra.
Es reprodueixen sexualment i les femelles carreguen una ooteca durant uns dies o setmanes, moment en què l'abandonen unes poques hores abans de l'eclosió dels ous. Les nimfes passen per un procés de mudes que pot incloure de 5 a 7 estadis nimfals diferents. El cicle vital complet es pot produir en cent dies. En condicions normals les nimfes i els adults mantenen una proporció de 4:1 compartint l'hàbitat.

## Control de plagues
Blatella germanica és considerada el paradigma de plaga que afecta a les llars i a instal·lacions de manipulació d'aliments. El control basat únicament en l'aplicació de productes químics generalment resulta ineficaç o només efectiu durant unes setmanes o mesos. Per això és important identificar les causes que afavoreixen la proliferació d'aquesta espècie en les instal·lacions afectades i dotar als seus propietaris del coneixement i les aptituds necessàries per a reduir el risc de re-infestació.

## Genoma
El genoma de Blattella germanica va ser publicat el febrer del 2018 a la revista Nature Ecology and Evolution. El genoma és relativament llarg (2.0 Gb) i conté un gran nombre de proteïnes.